# Catherine Scorsese
Catherine Cappa Scorsese, geborene Catherine Cappa, (* 16. April 1912 in New York City; † 6. Januar 1997 ebenda) war eine US-amerikanische Schauspielerin. Sie war die Mutter des Regisseurs Martin Scorsese.

## Leben
Catherine Scorseses Vater Martin Cappa arbeitete beim Theater und ihre Mutter Domenica betrieb ein Geschäft. Sie war Italoamerikanerin und bekam ihre erste Rolle, als ihr Sohn den Film It’s Not Just You, Murray! drehte. Sie spielte häufig die Rolle der italienischen beziehungsweise italoamerikanischen Mama.
Ihre wohl bekanntesten Auftritte hatte sie in den erfolgreichen Gangsterfilmen GoodFellas – Drei Jahrzehnte in der Mafia, aus dem Jahr 1990, als Mutter von Tommy (verkörpert durch Joe Pesci) und Casino (1995) als Mutter des Ladenbesitzers Artie Piscano (Vinny Vella).
Catherine Scorsese spielte auch in Filmen mit, in denen ihr Sohn nicht Regie führte. Verheiratet war sie mit Charles Scorsese (1913–1993), der ebenfalls kleinere Rollen in Scorsese-Filmen spielte. Sie war außerdem Herausgeberin des Kochbuchs Italianamerican: The Scorsese Family Cookbook.
Catherine Scorsese verstarb am 6. Januar 1997 im Alter von 84 Jahren an den Folgen ihrer Alzheimer-Krankheit. Sie wurde auf dem Moravian Cemetery in New Dorp, Richmond County begraben.

## Filmografie
- 1964: It’s Not Just You, Murray!
- 1967: Wer klopft denn da an meine Tür? (Who’s that knocking at my door?)
- 1973: Hexenkessel (Mean Streets)
- 1974: Italianamerican
- 1983: The King of Comedy
- 1986: Wise Guys – Zwei Superpflaumen in der Unterwelt (Wise Guys)
- 1987: Mondsüchtig (Moonstruck)
- 1990: Der Pate III (The Godfather Part III)
- 1990: GoodFellas – Drei Jahrzehnte in der Mafia (Goodfellas)
- 1993: Kap der Angst (Cape Fear)
- 1993: Zeit der Unschuld (The Age of Innocence)
- 1994: Männer lügen (Men Lie)
- 1995: Casino